# The Big Tall Wish
"The Big Tall Wish" is een aflevering van de Amerikaanse televisieserie The Twilight Zone. Het scenario werd geschreven door Rod Serling. Muziek voor de aflevering werd gecomponeerd door Jerry Goldsmith.

## Plot

### Opening
In this corner of the universe, a prizefighter named Bolie Jackson, one hundred eighty-three pounds and an hour and a half away from a comeback at St. Nick's Arena. Mr. Bolie Jackson, who, by the standards of his profession is an aging, over-the-hill relic of what was, and who now sees a reflection of a man who has left too many years before too many screaming people. Mr. Bolie Jackson, who might do well to look for some gentle magic in the hard-surfaced glass that stares back at him.
— Rod Serling

### Verhaal
Bolie Jackson is een bokser die duidelijk zijn topperiode heeft gehad. Toch hoopt hij op een comeback met zijn volgende gevecht. In het gevecht breekt hij echter zijn knokkels en wordt neergeslagen door zijn tegenstander. Net als hij op het punt staat uitgeteld te worden, wisselt hij op mysterieuze wijze van plaats met zijn tegenstander en wordt tot winnaar uitgeroepen. Ook is zijn hand weer genezen.
Bolie viert zijn overwinning, maar kan er maar niet bij wat er is gebeurd. Hij herinnert zich nog goed dat hij niet meer op kon staan toen hij al uitgeteld werd, maar kan zich totaal niet herinneren hoe hij opeens toch de winnaar is geworden. Bovendien blijft zijn manager volhouden dat Bolie in het gevecht nooit is neergeslagen, maar de hele tijd de overhand had. Bolie houdt het er maar op dat zijn herinneringen aan de dreigende nederlaag een vreemde droom geweest moeten zijn.
Er is echter een iemand die zich ook kan herinneren hoe de situatie aanvankelijk dreigde te verlopen: Henry, de jonge zoon van Bolies buren. En hij weet ook hoe Bolie plotseling kon winnen. Henry heeft de gave om zijn diepste wensen uit te laten komen, en tijdens het gevecht heeft hij zijn grootste wens gebruikt om Bolie te laten winnen.
Bolie kan dit maar niet accepteren en weigert te geloven in de macht van een wens. Dat soort dingen zijn volgens hem voor kinderen, niet voor volwassenen. Henry waarschuwt Bolie echter dat hij zonder Henrys wens waarschijnlijk snel weer zal verliezen en dat de wens alleen werkt als Bolie erin gelooft.
Bolie houdt echter voet bij stuk. Op het moment dat hij definitief toegeeft niet in de wens te geloven, wordt de tijd teruggedraaid en bevindt Bolie zich plotseling weer in de boksring waar de aflevering begon. Het gevecht vindt opnieuw plaats en weer wordt Bolie neergeslagen. Maar ditmaal kan Henrys wens hem niet helpen en verliest Bolie het gevecht.
Niemand kan zich nog iets herinneren van de alternatieve afloop waarin Bolie de winnaar was, ook Henry niet. Henry besluit te stoppen met het doen van wensen daar zijn wens om Bolie te laten winnen niet uit is gekomen.

### Slot
Mr. Bolie Jackson, a hundred and eighty-three pounds, who left a second chance lying in a heap on a rosin-splattered canvas at St. Nick's Arena. Mr. Bolie Jackson, who shares the most common ailment of all men, the strange and perverse disinclination to believe in a miracle, the kind of miracle to come from the mind of a little boy, perhaps only to be found in the Twilight Zone.
— Rod Serling

## Rolverdeling
- Ivan Dixon: Bolie Jackson
- Steven Perry: Henry
- Kim Hamilton: Frances
- Walter Burke: Joe Mizell
- Henry Scott: Thomas
- Charles Horvath: Joey Consiglio
- Carl McIntire: omroeper
- Frankie Van: scheidsrechter

## Notities
- De acteurs van deze aflevering waren allemaal Afro-Amerikaanse acteurs, wat vrij uniek was voor de Amerikaanse televisie uit 1960.
- Serling had zelf een speciale band met boksen. Toen hij nog in het leger diende, deed hij zelf aan boksen en won 17 van de 18 rondes. Zijn eerste gepubliceerde verhaal draaide ook om boksen.
- Oorspronkelijk zou Archie Moore, die in het dagelijks leven echt bokser is, de hoofdrol gaan vertolken. Toen hij tijdens een gevecht in 1961 werd neergeslagen, maakte hij de opmerking “Man, I was in the Twilight Zone!”

## Thema’s
Het hoofdthema van de aflevering is dat als iemand niet in wonderen geloofd, hij of zij er waarschijnlijk nooit een zal meemaken. Dit thema werd ook gebruikt in de aflevering “Kick the Can”, waarin een groep bejaarden door een wonder weer in kinderen veranderen behalve een man die hier niet in geloofd.